# Jüdische Gemeinde Le Thillot
Eine Jüdische Gemeinde in Le Thillot, einer französischen Stadt im Département Vosges in Lothringen, bestand bis 1933.

## Geschichte
Vor dem Ersten Weltkrieg zählte die jüdische Gemeinde von  Le Thillot 25 Familien. Bis 1939 ging ihre Zahl auf sieben Familien zurück. Die Synagoge von Le Thillot bestand bis 1933 und die jüdische Gemeinde von Le Thillot bestattete ihre Toten auf dem jüdischen Friedhof von Remiremont.